# Chimarra furti
Chimarra furti är en nattsländeart som beskrevs av Wolfram Mey 1998. Chimarra furti ingår i släktet Chimarra och familjen stengömmenattsländor. Inga underarter finns listade i Catalogue of Life.